# Marie von Bernus

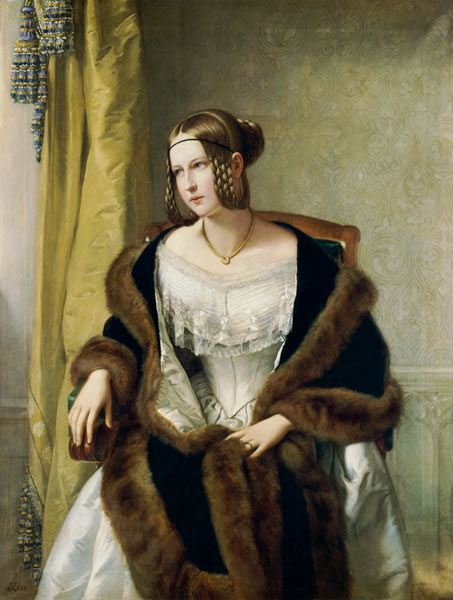
Marie Freifrau von Bernus, geborene du Fay (1819–1887) von Philipp Veit

Marie Freifrau von Bernus (Marie Cornelie Magdalen Freifrau von Bernus), geborene du Fay (* 13. Juli 1819 in Frankfurt am Main; † 6. Oktober 1887), stammte aus einer wohlhabenden großbürgerlichen Frankfurter Familie mit calvinistisch geprägten Vorfahren aus Valenciennes in der ehemaligen Grafschaft Hennegau im heutigen Nordfrankreich. Unter anderem war ihre Familie mit Cornelia Goethe, der Schwester von Johann Wolfgang Goethe, verwandt.

## Leben

### Ehemann
1836 heiratete sie mit 17 Jahren den 11 Jahre älteren Franz Alfred Jakob Bernus (1808–1884). Auch die Vorfahren seiner Familie waren Glaubensflüchtlinge, die einst von Italien über die Niederlande zunächst nach dem reformierten Hanau zogen und dann bereits vermögend in die lutherische freie Reichsstadt Frankfurt am Main. Er war ein umfangreich gebildeter Kaufmann, Politiker, Kunstsammler, Mäzen und Senator der Freien Stadt Frankfurt mit starken kaiserlich-österreichischen Bindungen.
1839, drei Jahre nach ihrer Hochzeit, ließ er seine damals 20-jährige Ehefrau vom damals 46-jährigen Philipp Veit (1793–1877) porträtieren. Dieses kleine Porträt, Größe nur 97 × 129 cm, wurde weltberühmt und hängt heute in der Frankfurter Städelschen Kunstsammlung. Veit war zu dieser Zeit Kunstprofessor und Direktor der Frankfurter Städelschen Kunstsammlung und ebenso häufiger Gast in ihrem Haus wie unter anderen Eduard von Steinle, Moritz von Schwind oder der Komponist Felix Mendelssohn Bartholdy.
1863 wurde ihr Ehemann zum Organisator des Frankfurter Fürstentages. Die vom österreichischen Kaiser veranlasste, vom 17. August bis zum 1. September 1863 tagende Versammlung deutscher Fürsten, sollte über eine Reform der deutschen Bundesverfassung bestimmen. Bismarck überredete mit Mühe den preußischen König Wilhelm I., dem Fürstentag fernzubleiben und so das Ergebnis zuungunsten Österreichs zu beeinflussen. Als Anerkennung für den problemlosen Ablauf des letztlich ergebnislosen Fürstentages wurde ihrem Ehemann und seiner Familie vom österreichischen Kaiser Franz Joseph I. im gleichen Jahr der erblichen Freiherrenstand verliehen.
Am 16. Juli 1866 okkupierten preußische Truppen unter General Eduard Vogel von Falckenstein die Stadt. Als treuer Anhänger des österreichischen Kaiserhauses und bekennender „Preußenhasser“ wurde ihr Ehemann Freiherr von Bernus und ein weiterer Senator Speltz zeitweise in der Hauptwache inhaftiert. Die Senatoren Bernus, Müller und Speltz wurden als Geiseln in die Festung Köln gebracht, durften jedoch am 19. Juli gegen Verpfändung ihres Ehrenworts wieder nach Frankfurt zurückkehren.
Tief enttäuscht legte Bernus alle Frankfurter Ehrenämter nieder und zog sich ins Privatleben zurück. Fortan ging er mit seiner Familie auf langdauernde Reisen.
Längere Zeit wohnte Marie von Bernus jetzt mit ihrem Gatten im Stift Neuburg bei Heidelberg, das damals Sophie Schlosser, geborene du Fay, einer Verwandten von ihr, gehörte. Sophie war die verwitwete Ehefrau des bereits 1851 verstorbenen Ehemanns Johann Friedrich Heinrich Schlosser (1780–1851), der dieses säkularisierte Klostergelände 1825 als Sommersitz seiner Familie gekauft hatte. Diese Witwe Sophie vererbte diese Immobilie nach dem Tod ihrer Nichte Marias Freifrau von Bernus geborene du Fay 1887 an deren Sohn Friedrich Alexander Freiherr von Bernus (1838–1908) sowie an ihre Schwester Helene du Fay, Ehefrau des Friedrich Alexander Freiherr von Bernus.

### Kinder
- Tochter Maria von Bernus (N.N.–1925) nahm durch ihre Heirat den Familiennamen Münch an.
- Johanna Konstanze Freiin von Bernus (* 23. September 1845 in Frankfurt am Main; † 29. April 1925 in München), heiratete 1878 den königlich-bayerischen Major August Grashey.[2][3] Ihr zweites Kind Alexander, geboren am 6. Februar 1880 in Aeschach bei Lindau, ließen sie von ihrem Bruder Friedrich Alexander Freiherr von Bernus (1838–1908) und dessen Frau Helene, deren Ehe kinderlos war, bereits als Säugling adoptieren.
- Sohn Friedrich Alexander Freiherr von Bernus (1838–1908) und dessen Frau Helene waren kinderlos und adoptierten ihren Neffen Alexander (* 6. Februar 1880 in Aeschach bei Lindau; 6. März 1965 auf Schloss Donaumünster in Donaumünster bei Tapfheim bei Donauwörth) bereits als Säugling.
- Tochter Caroline von Bernus (* 1843 Frankfurt am Main; † 1918 in Ingelheim) heiratete am 10. Oktober 1859, gerade siebzehnjährig, den Juristen und Bankier von Wilhelm Hermann Carl von Erlanger (1835–1909).